# Байтулеуова, Камалия Советовна
Камалия Советовна Байтулеуова (каз. Камалия Советқызы Байтілеуова; род. 28 ноября 1967, Балхаш, Карагандинская область, Казахская ССР, СССР) — казахская актриса кино и театра, телеведущая, заслуженный деятель Казахстана (2019).

## Биография
Родилась 28 ноября 1967 года в городе Балхаш Карагандинской области.
В 1988 году окончила Алматинский государственный театр и художественный институт по специальности «актёр драмы и кино».
В 2002 году окончила факультет журналистики Казахского национального университета им. Аль-Фараби.
В 2019 году окончила магистратуру Университета Дружбы народов им. академика А. Куатбекова по специальности педагогика и психология.

### Трудовая деятельность
С 1988 по 2000 годы — актриса Казахского государственного молодёжного и детского театра имени Габита Мусрепова.
С 2000 по 2017 годы — актриса театра комедии «Терискакпай».
С 1998 по 2017 годы — телеведущий на республиканском телеканале «КТК», ведущий новостей на радио «Европа + Казахстан», на телеканале «Алматы», диктор-редактор программы «Kazah TV» в студии продакшн «AR».
С 2011 по 2014 годы — преподаватель театрального факультета Казахской Национальной академии искусств им. Темирбека Жургенова по специальности «Актёрское мастерство и режиссура».
С 2017 года по настоящее время актриса Казахского государственного молодёжного и детского театра имени Габита Мусрепова.

## Творчество

### Роли в театре
Казахский государственный академический театр для детей и юношества имени Г. Мусрепова (с 1988 по 2000 годы) (с 2017 года)
- «Қалың елім қазағым» авт. Абай — Тогжан.
- «Любовь Рабига» авт. Серик Асылбекулы — Рабига.
- «Зар заман» авт. Софы Сматаев — Колан.
- «Күн шығады да, батады» авт. Жумабаев, Магжан — дочь Калмака.
- «Жел жуан» авт. Иран Гайып — Сулу.
- «Алтын ажал» авт. Иран Гайып — Дочь.
- «Жетім бұрыш» авт. Муртаза, Шерхан — Фея.
- «Ауылдан келген ару» авт. Исраил Сапарбай — Гульдана.
- «Індет» авт. Аким Тарази — Пакизат.
- «Біз түрікпіз» авт. Т. Нурмаганбетов — дочь Турка.
- «Мұңым менің» авт. Анес Сарай — Назкен.
- «Зона немесе шие бөрілер» авт. А.Кирий — Дочь.
- «Ескерткіш операциясы» авт. Исабеков, Дулат — Биши.
- «Ғайыптағы мәңгілік махаббат сазы» авт. Д.Саламат — Биши.
- «Мико, Жымбала және қасқыр» авт. Султанали Балгабаев — Ботагоз.
- «Бәрінен күшті қорқақ көжек» авт. Ө.Боранбаев — Кушик.
- «Жаңа жылдық Бәйшешек» авт. С. Маршак — Огей шеше.

## Награды
- 1997 — Президентская стипендия Первого Президента Республики Казахстан в области культуры и искусства.
- 2019 — Указом президента Республики Казахстан от 29 ноября 2019 года награждена почётным званием «Заслуженный деятель Казахстана» (каз. Қазақстанның еңбек сіңірген қайраткері) за заслуги в развитии казахского телевидения, кино и театрального искусства. (награда вручена в Акорде 12 декабря)[1][2][3].
- 2019 — нагрудный знак Республиканского совета по общественным наградам «Деятель культуры Казахстана»